# شارلوت کلورلی-بیسمن
شارلوت کلورلی-بیسمن (انگلیسی: Charlotte Cleverley-Bisman زاده ۲۴ نوامبر ۲۰۰۳) کوچکترین نوزادی در جهان که دچار گندخونی شده و زنده مانده است.
وی مبتلا به نایسریا مننژیتیدیس (مننژیت مننژوکک) حاد در کودکی شد؛ در مورد او ضایعهٔ پوستی ناشی از خون مردگی تبدیل به قانقاریا شد و قطع عضو تمام اعضا ضروری شد.
در نیوزیلند وی را به خاطر ایجاد کمپینی برای تشویق واکسینه کردن بر ضد «بیماری منینگوکال» می شناسند

## نگارخانه

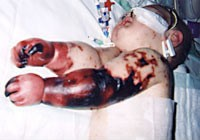
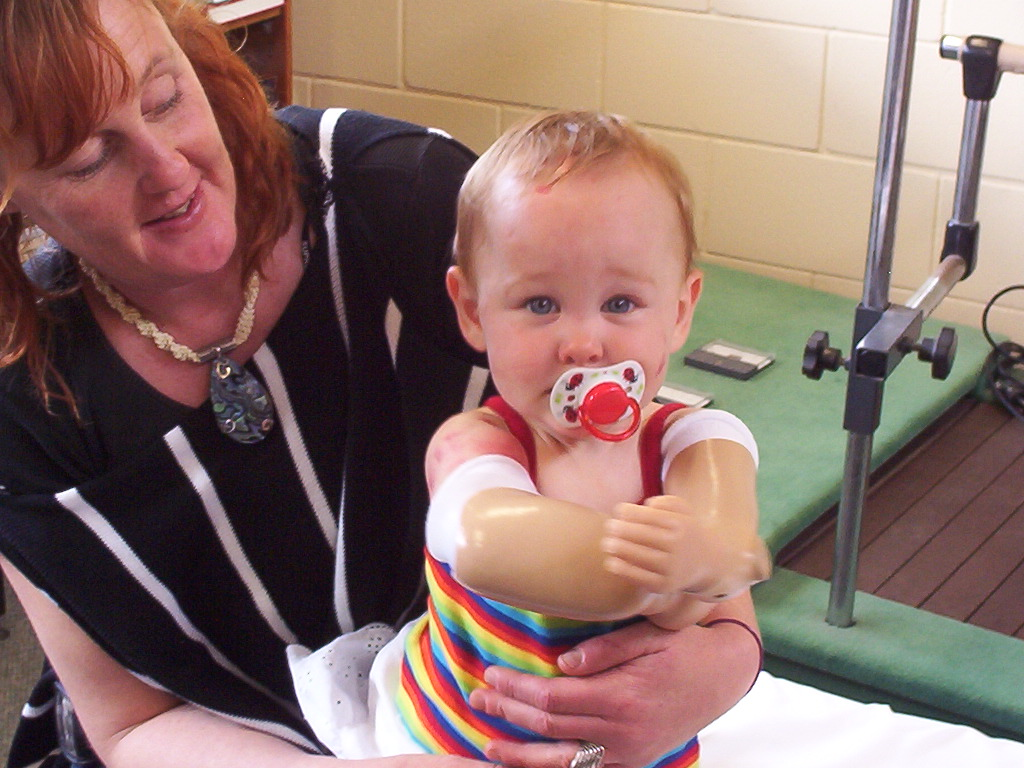